# 亚尔科·鲁图
亚尔科·鲁图（芬蘭語：Jarkko Ruutu，1975年8月23日—），芬兰男子冰球运动员。他曾代表芬兰参加2002年、2006年和2010年冬季奥林匹克运动会冰球比赛，共获得一枚银牌和一枚铜牌。